# Neuvic, Dordogne
Neuvic (okcitansko Nuòu Vic) je naselje in občina v francoskem departmaju Dordogne regije Akvitanije. Leta 2008 je naselje imelo 3.591 prebivalcev.

## Geografija
Kraj leži v pokrajini Périgord ob reki Isle in njenem levem pritoku Vern, 29 km jugozahodno od Périgueuxa.

## Uprava
Neuvic je sedež istoimenskega kantona, v katerega so poleg njegove, vključene še občine Beauronne, Chantérac, Douzillac, Saint-André-de-Double, Saint-Aquilin, Saint-Germain-du-Salembre, Saint-Jean-d'Ataux, Saint-Séverin-d'Estissac, Saint-Vincent-de-Connezac in Vallereuil s 7.739 prebivalci.
Kanton Neuvic je sestavni del okrožja Périgueux.

## Zanimivosti
- Château de Neuvic, dvorec iz 16. do 18. stoletja, danes se v njem nahaja zdravstveno-izobraževalni institut,
- renesančni grad Château de Frateau iz 13. in 14. stoletja,
- razvaline gradu Château du Puy-Pont,
- cerkev sv. Petra in Pavla.

## Pobratena mesta
- Sainte-Béatrix (Quebec, Kanada);